# Stuart (Iowa)
Stuart è una città degli Stati Uniti d'America, situata nello Stato dell'Iowa, nella contea di Adair e in parte nella contea di Guthrie.